# リアルロボットレボリューション
リアルロボットレボリューション（略称：R3）は、サンライズ製作のアニメに登場する所謂『リアルロボット』を精巧に再現したプラモデルシリーズのこと。発売元はバンダイ（ホビー・コレクターズ事業部。現・BANDAI SPIRITS）。
マスターグレードを始めとしたガンプラで蓄積された技術を生かして開発されており、可動範囲やディテールなどが細かく再現されている。

## 概要
ガンプラで得られた技術を生かして、ガンダムシリーズ以外のサンライズ作品のキット化を目指してスタートしたシリーズで、2006年5月の静岡ホビーショーで発表された。このショーでは第1弾となる蒼き流星SPTレイズナーの主人公機であるレイズナーの試作品と同時に、銀河漂流バイファムのバイファムやネオファムを始めとしたホビージャパンに掲載された作例が展示されていた。
このシリーズの告知ポスターでは、『蒼き流星SPTレイズナー』、『重戦機エルガイム』、『戦闘メカ ザブングル』、『銀河漂流バイファム』、『機甲戦記ドラグナー』の5作品の機体の画像が掲載されていた。
特に『戦闘メカ ザブングル』の劇中後半における主人公機であるウォーカー・ギャリアに関しては、放送当時にアナウンスがありながらも1/100スケールキットが発売されなかった事もあり、当時のファンからの期待が大きく、開発側もR3企画そのものが1/100ギャリア実現を念頭に置いた物である旨の発言をしている。しかしR3シリーズ自体の不振や若年層のニーズの不安から、企画はペンディング状態となっていたが、第47回全日本模型ホビーショーにおいて、2008年春を目標として発売されることが発表され、2008年4月に発売となった。
また過去にバンダイ以外のプラモメーカーが商品化権を持っていた作品のラインナップ入りも示唆されていたが、2007年から発売が開始された『装甲騎兵ボトムズ』の製品はR3シリーズには含まれていない。

## 商品一覧
掲載は発売日順。スケール・機体名・発売時期・定価（税抜き）を記載。
1/48 レイズナー（2006年9月）4000円
V-MAX発動時に展開される外装開閉ギミックや、『V-MAX強化型レイズナー』の布石と推測できるパーツ分割など、当シリーズ第1弾としてそのコンセプトを具体的に示した構成となっている。しかしビークラフトによるリファインデザインが、一部オリジナルデザインから変更されており、また体型は設定画と劇中イメージの折衷となっている。
1/100 エルガイムMk-II（2007年2月）5500円
設定通りのランドブースター形態『プローラー』への変形ギミックのみならず、ムーバルフレームの再現や原作デザインを最大限尊重したデザインアレンジが施されている。
脚部の変形機構が設定・旧キットと違い、太腿部分を折り曲げながら股関節を180度回転させる方式に変更されている。
頭部の内部構造は、旧1/100キットでは設定画通りの顔部分に保護カバーが付けられた状態で再現されていたが、R3版ではそれが外された状態で再現されている。
1/48 ニューレイズナー（2007年3月）4000円
作品終盤に登場した地球で製造された機体にAIのレイとフォロンを移植した『V-MAX強化型レイズナー』を立体化したもので、第1弾のレイズナーの金型を一部差し替えしたキット。
1/100 ウォーカー・ギャリア（2008年4月）6000円
本編描写に近い体型と設定通りにギャリイ・ホバーとギャリィ・ウィルの合体変形機構を再現。放送当時に出た1/100プラモデルシリーズに近いディテールが施されている。パッケージデザインも1/100プラモデルシリーズと同一フォーマットになっており、R3シリーズであると同時に「ウォーカーマシン1/100シリーズNo.11」扱いにもなっている。当時の模型情報風の小冊子が同封されている。また1/100スケールのレッグタイプが2体付属しているが、これは発売まで秘密にされていた。
1/35 ビルバイン（2025年8月プレミアムバンダイ限定販売予定）5500円
設定画や劇中をイメージし、ウイング・キャリバーの変形機構を再現。